# Daniel Paškvan
Daniel Paškvan (Rijeka, 10. ožujka 1900. – ?) bio je hrvatski nogometaš i nogometni reprezentativac.

### Reprezentativna karijera
Za nogometnu reprezentaciju Kraljevine Jugoslavije odigrao je četiri utakmice.